# Temporada da ATP de 2016
A temporada da ATP de 2016 foi o circuito masculino dos tenistas profissionais de elite para o ano em questão. A Associação de Tenistas Profissionais (ATP) organiza a maioria dos eventos – os ATP World Tour Masters 1000, ATP World Tour 500, os ATP World Tour 250 e o de fim de temporada (ATP Finals), enquanto que a Federação Internacional de Tênis (ITF) tem os torneios do Grand Slam, o evento tenístico dos Jogos Olímpicos, a Copa Davis e a Copa Hopman.

## Calendário

### Países
| Torneios | País(es)                                                                                   | País(es)                                                                 |
| -------- | ------------------------------------------------------------------------------------------ | ------------------------------------------------------------------------ |
| 11       | Estados Unidos                                                                             | Estados Unidos                                                           |
| 7        | França                                                                                     | França                                                                   |
| 4        | Alemanha · Austrália                                                                       | China · Grã-Bretanha                                                     |
| 3        | Brasil                                                                                     | Suíça                                                                    |
| 2        | Áustria · Croácia · Espanha · México                                                       | Países Baixos · Rússia · Suécia                                          |
| 1        | Argentina · Bélgica · Bulgária · Canadá · Catar · Equador · Emirados Árabes Unidos · Índia | Itália · Japão · Marrocos · Nova Zelândia · Portugal · Roménia · Turquia |

### Mês a mês

#### Legenda
Abaixo estão exemplos, com explicações usando o elemento dica de contexto. Basta passar o cursor sobre cada linha pontilhada para lê-las.
| Semana de                   | Torneio                                                                                        | Campeã(s)(o/ões)            | Vice-campeã(s)(o/ões)     | Resultado            |
| --------------------------- | ---------------------------------------------------------------------------------------------- | --------------------------- | ------------------------- | -------------------- |
| 16 de janeiro 23 de janeiro | Australian Open · Melbourne, Austrália · Grand Slam · A$ 12.176.550 – duro – 128S•96Q•64D•32DM | jogador(a) 1                | jogador(a) 2              | 7–61, 4–6, 7–6(10–6) |
| 16 de janeiro 23 de janeiro | Australian Open · Melbourne, Austrália · Grand Slam · A$ 12.176.550 – duro – 128S•96Q•64D•32DM | jogador(a) 3 · jogador(a) 4 | jogador(a) 5 jogador(a) 6 | 4–6, 6–4, [11–9]     |
| 16 de janeiro 23 de janeiro | Australian Open · Melbourne, Austrália · Grand Slam · A$ 12.176.550 – duro – 128S•96Q•64D•32DM | jogadora 7 jogador 8        | jogadora 9 jogador 10     | 6–2, 4–6, [10–3]     |

| Casos excepcionais | Premiação               | Grand Slam | Grand Slam | Grand Slam |
| Casos excepcionais | Premiação               | Variável   |            |            |
| Casos excepcionais | Número de participantes | QD         | E          |            |
| Casos excepcionais | Ordenação dos torneios  |            |            |            |

| Ícones | Clicável      |                                        |                                           |
| Ícones | Clicável      | edição do torneio                      |                                           |
| Ícones | Não-clicáveis |                                        | primeiro título conquistado na modalidade |
| Ícones | Não-clicáveis | o(a) jogador(a)/país defendeu o título |                                           |

#### Janeiro
| Semana de                   | Torneio                                                                                          | Campeã(s)(o/ões)                           | Vice-campeã(s)(o/ões)                           | Resultado        |
| --------------------------- | ------------------------------------------------------------------------------------------------ | ------------------------------------------ | ----------------------------------------------- | ---------------- |
| 4 de janeiro                | Brisbane International Brisbane, Austrália ATP World Tour 250 US$ 461.330 – duro – 28S•16Q•16D   | Milos Raonic                               | Roger Federer                                   | 6–4, 6–4         |
| 4 de janeiro                | Brisbane International Brisbane, Austrália ATP World Tour 250 US$ 461.330 – duro – 28S•16Q•16D   | Henri Kontinen · John Peers                | James Duckworth Chris Guccione                  | 7–64, 6–1        |
| 4 de janeiro                | Aircel Chennai Open Chenai, Índia ATP World Tour 250 US$ 482.085 – duro – 28S•16Q•16D            | Stan Wawrinka                              | Borna Ćorić                                     | 6–3, 7–5         |
| 4 de janeiro                | Aircel Chennai Open Chenai, Índia ATP World Tour 250 US$ 482.085 – duro – 28S•16Q•16D            | Oliver Marach · Fabrice Martin             | Austin Krajicek Benoît Paire                    | 6–3, 7–5         |
| 4 de janeiro                | Qatar ExxonMobil Open Doha, Catar ATP World Tour 250 US$ 1.283.855 – duro – 32S•16Q•16D          | Novak Djokovic                             | Rafael Nadal                                    | 6–1, 6–2         |
| 4 de janeiro                | Qatar ExxonMobil Open Doha, Catar ATP World Tour 250 US$ 1.283.855 – duro – 32S•16Q•16D          | Feliciano López Marc López                 | Philipp Petzschner Alexander Peya               | 6–4, 6–3         |
| 4 de janeiro                | Hopman Cup Perth, Austrália Competição de curta duração entre países – mista duro (coberto) – 8E | Austrália · Daria Gavrilova · Nick Kyrgios | Ucrânia · Elina Svitolina · Alexandr Dolgopolov | 2–0              |
| 11 de janeiro               | ASB Classic Auckland, Nova Zelândia ATP World Tour 250 US$ 520.070 – duro – 28S•16Q•16D          | Roberto Bautista Agut                      | Jack Sock                                       | 6–1, 1–0, ab.    |
| 11 de janeiro               | ASB Classic Auckland, Nova Zelândia ATP World Tour 250 US$ 520.070 – duro – 28S•16Q•16D          | Mate Pavić Michael Venus                   | Eric Butorac Scott Lipsky                       | 7–5, 6–4         |
| 11 de janeiro               | Apia International Sydney Sydney, Austrália ATP World Tour 250 US$ 461.330 – duro – 28S•16Q•16D  | Viktor Troicki                             | Grigor Dimitrov                                 | 2–6, 6–1, 7–67   |
| 11 de janeiro               | Apia International Sydney Sydney, Austrália ATP World Tour 250 US$ 461.330 – duro – 28S•16Q•16D  | Jamie Murray Bruno Soares                  | Rohan Bopanna Florin Mergea                     | 6–3, 7–66        |
| 18 de janeiro 25 de janeiro | Australian Open Melbourne, Austrália Grand Slam A$ – duro – 128S•128Q•64D•32DM                   | Novak Djokovic                             | Andy Murray                                     | 6–1, 7–5, 7–63   |
| 18 de janeiro 25 de janeiro | Australian Open Melbourne, Austrália Grand Slam A$ – duro – 128S•128Q•64D•32DM                   | Jamie Murray Bruno Soares                  | Daniel Nestor Radek Štěpánek                    | 2–6, 6–4, 7–5    |
| 18 de janeiro 25 de janeiro | Australian Open Melbourne, Austrália Grand Slam A$ – duro – 128S•128Q•64D•32DM                   | Elena Vesnina Bruno Soares                 | Coco Vandeweghe Horia Tecău                     | 6–4, 4–6, [10–5] |

#### Fevereiro
| Semana de       | Torneio | Campeão(s)                                                                                         | Vice-campeão(s)                                                                   | Resultado                       |
| --------------- | --- | -------------------------------------------------------------------------------------------------- | --------------------------------------------------------------------------------- | ------------------------------- |
| 1º de fevereiro | Open Sud de France Montpellier, França ATP World Tour 250 € 520.070 – duro (coberto) – 28S•16Q•16D | Richard Gasquet                                                                                    | Paul-Henri Mathieu                                                                | 7–5, 6–4                        |
| 1º de fevereiro | Open Sud de France Montpellier, França ATP World Tour 250 € 520.070 – duro (coberto) – 28S•16Q•16D | Mate Pavić Michael Venus                                                                           | Alexander Zverev Mischa Zverev                                                    | 7–5, 7–64                       |
| 1º de fevereiro | Ecuador Open Quito Quito, Ecuador ATP World Tour 250 US$ 520.070 – saibro – 28S•16Q•16D | Víctor Estrella Burgos                                                                             | Thomaz Bellucci                                                                   | 4–6, 7–65, 6–2                  |
| 1º de fevereiro | Ecuador Open Quito Quito, Ecuador ATP World Tour 250 US$ 520.070 – saibro – 28S•16Q•16D | Pablo Carreño Busta · Guillermo Durán                                                              | Thomaz Bellucci Marcelo Demoliner                                                 | 7–5, 6–4                        |
| 1º de fevereiro | Garanti Koza Sofia Open Sófia, Bulgária ATP World Tour 250 € 520.070 – duro (coberto) – 28S•16Q•16D | Roberto Bautista Agut                                                                              | Viktor Troicki                                                                    | 6–3, 6–4                        |
| 1º de fevereiro | Garanti Koza Sofia Open Sófia, Bulgária ATP World Tour 250 € 520.070 – duro (coberto) – 28S•16Q•16D | Wesley Koolhof · Matwé Middelkoop                                                                  | Philipp Oswald Adil Shamasdin                                                     | 5–7, 7–69, [10–6]               |
| 8 de fevereiro  | ABN AMRO World Tennis Tournament Roterdã, Países Baixos ATP World Tour 500 € 1.722.820 – duro (coberto) – 32S•16Q•16D•4QD | Martin Kližan                                                                                      | Gaël Monfils                                                                      | 16–7, 6–3, 6–1                  |
| 8 de fevereiro  | ABN AMRO World Tennis Tournament Roterdã, Países Baixos ATP World Tour 500 € 1.722.820 – duro (coberto) – 32S•16Q•16D•4QD | Nicolas Mahut Vasek Pospisil                                                                       | Philipp Petzschner Alexander Peya                                                 | 7–62, 6–4                       |
| 8 de fevereiro  | Argentina Open Buenos Aires, Buenos Aires ATP World Tour 250 US$ 598.865 – saibro – 28S•16Q•16D | Dominic Thiem                                                                                      | Nicolás Almagro                                                                   | 7–62, 3–6, 7–64                 |
| 8 de fevereiro  | Argentina Open Buenos Aires, Buenos Aires ATP World Tour 250 US$ 598.865 – saibro – 28S•16Q•16D | Juan Sebastián Cabal Robert Farah                                                                  | Íñigo Cervantes Paolo Lorenzi                                                     | 6–3, 6–0                        |
| 8 de fevereiro  | Memphis Open Memphis, Estados Unidos ATP World Tour 250 US$ 693.425 – duro (coberto) – 28S•16Q•16D | Kei Nishikori                                                                                      | Taylor Fritz                                                                      | 6–4, 6–4                        |
| 8 de fevereiro  | Memphis Open Memphis, Estados Unidos ATP World Tour 250 US$ 693.425 – duro (coberto) – 28S•16Q•16D | Mariusz Fyrstenberg · Santiago González                                                            | Steve Johnson Sam Querrey                                                         | 6–4, 6–4                        |
| 15 de fevereiro | Rio Open Rio de Janeiro, Brasil ATP World Tour 500 US$ 1.471.315 – saibro – 32S•16Q•16D•4QD | Pablo Cuevas                                                                                       | Guido Pella                                                                       | 6–4, 56–7, 6–4                  |
| 15 de fevereiro | Rio Open Rio de Janeiro, Brasil ATP World Tour 500 US$ 1.471.315 – saibro – 32S•16Q•16D•4QD | Juan Sebastián Cabal Robert Farah                                                                  | Pablo Carreño Busta David Marrero                                                 | 7–65, 6–1                       |
| 15 de fevereiro | Delray Beach Open Delray Beach, Estados Unidos ATP World Tour 250 US$ 576.900 – duro – 32S•16Q•16D | Sam Querrey                                                                                        | Rajeev Ram                                                                        | 6–4, 7–66                       |
| 15 de fevereiro | Delray Beach Open Delray Beach, Estados Unidos ATP World Tour 250 US$ 576.900 – duro – 32S•16Q•16D | Oliver Marach Fabrice Martin                                                                       | Bob Bryan Mike Bryan                                                              | 3–6, 7–67, [13–11]              |
| 15 de fevereiro | Open 13 Provence Marselha, França ATP World Tour 250 € 665.910 – duro (coberto) – 28S•16Q•16D | Nick Kyrgios                                                                                       | Marin Čilić                                                                       | 6–2, 7–63                       |
| 15 de fevereiro | Open 13 Provence Marselha, França ATP World Tour 250 € 665.910 – duro (coberto) – 28S•16Q•16D | Mate Pavić Michael Venus                                                                           | Jonathan Erlich Colin Fleming                                                     | 6–2, 6–3                        |
| 22 de fevereiro | Abierto Mexicano Telcel Acapulco, México ATP World Tour 500 US$ 1.551.830 – duro – 32S•16Q•16D•4QD | Dominic Thiem                                                                                      | Bernard Tomic                                                                     | 7–66, 4–6, 6–3                  |
| 22 de fevereiro | Abierto Mexicano Telcel Acapulco, México ATP World Tour 500 US$ 1.551.830 – duro – 32S•16Q•16D•4QD | Treat Huey Max Mirnyi                                                                              | Philipp Petzschner Alexander Peya                                                 | 7–65, 6–3                       |
| 22 de fevereiro | Dubai Duty Free Tennis Championships Dubai, Emirados Árabes Unidos ATP World Tour 500 US$ 2.674.445 – duro – 32S•16Q•16D•4QD | Stan Wawrinka                                                                                      | Marcos Baghdatis                                                                  | 6–4, 7–613                      |
| 22 de fevereiro | Dubai Duty Free Tennis Championships Dubai, Emirados Árabes Unidos ATP World Tour 500 US$ 2.674.445 – duro – 32S•16Q•16D•4QD | Simone Bolelli · Andreas Seppi                                                                     | Feliciano López Marc López                                                        | 6–2, 3–6, [14–12]               |
| 22 de fevereiro | Brasil Open São Paulo, Brasil ATP World Tour 250 US$ 499.055 – saibro – 28S•16Q•16D | Pablo Cuevas                                                                                       | Pablo Carreño Busta                                                               | 7–64, 6–3                       |
| 22 de fevereiro | Brasil Open São Paulo, Brasil ATP World Tour 250 US$ 499.055 – saibro – 28S•16Q•16D | Julio Peralta · Horacio Zeballos                                                                   | Pablo Carreño Busta David Marrero                                                 | 4–6, 6–1, [10–5]                |
| 29 de fevereiro | Copa Davis: primeira fase Birmingham, Reino Unido – duro (coberto) Belgrado, Sérvia – duro (coberto) Pésaro, Itália – saibro (coberto) Gdansk, Polônia – duro (coberto) Baie-Mahault, França – saibro Hanover, Alemanha – duro (coberto) Melbourne, Austrália – grama Liège, Bélgica – saibro (coberto) Competição de longa duração entre países – 16E | · Grã-Bretanha · Sérvia · Itália · Argentina · França · República Checa · Estados Unidos · Croácia | · Japão · Cazaquistão · Suíça · Polónia · Canadá · Alemanha · Austrália · Bélgica | 3–1 3–2 5–0 3–2 5–0 3–2 3–1 3–2 |

#### Março
| Semana de               | Torneio | Campeão(s)                          | Vice-campeão(s)          | Resultado        |
| ----------------------- | --- | ----------------------------------- | ------------------------ | ---------------- |
| 7 de março 14 de março  | BNP Paribas Open Indian Wells, Estados Unidos ATP World Tour Masters 1000 US$ 7.037.595 – duro – 96S•48Q•32D | Novak Djokovic                      | Milos Raonic             | 6–2, 6–0         |
| 7 de março 14 de março  | BNP Paribas Open Indian Wells, Estados Unidos ATP World Tour Masters 1000 US$ 7.037.595 – duro – 96S•48Q•32D | Pierre-Hugues Herbert Nicolas Mahut | Vasek Pospisil Jack Sock | 6–3, 7–65        |
| 21 de março 28 de março | Miami Open Miami, Estados Unidos ATP World Tour Masters 1000 US$ 7.037.595 – duro – 96S•48Q•32D              | Novak Djokovic                      | Kei Nishikori            | 6–3, 6–3         |
| 21 de março 28 de março | Miami Open Miami, Estados Unidos ATP World Tour Masters 1000 US$ 7.037.595 – duro – 96S•48Q•32D              | Pierre-Hugues Herbert Nicolas Mahut | Raven Klaasen Rajeev Ram | 5–7, 6–1, [10–7] |

#### Abril
| Semana de   | Torneio | Campeão(s)                          | Vice-campeão(s)                          | Resultado        |
| ----------- | --- | ----------------------------------- | ---------------------------------------- | ---------------- |
| 4 de abril  | Fayez Sarofim & Co. U.S. Men's Clay Court Championship Houston, Estados Unidos ATP World Tour 250 US$ 577.860 – saibro – 28S•16Q•16D | Juan Mónaco                         | Jack Sock                                | 3–6, 6–3, 7–5    |
| 4 de abril  | Fayez Sarofim & Co. U.S. Men's Clay Court Championship Houston, Estados Unidos ATP World Tour 250 US$ 577.860 – saibro – 28S•16Q•16D | Bob Bryan Mike Bryan                | Víctor Estrella Burgos Santiago González | 4–6, 6–3, [10–8] |
| 4 de abril  | Grand Prix Hassan II Marraquexe, Marrocos ATP World Tour 250 € 520.070 – saibro – 28S•16Q•16D                                        | Federico Delbonis                   | Borna Ćorić                              | 6–2, 6–4         |
| 4 de abril  | Grand Prix Hassan II Marraquexe, Marrocos ATP World Tour 250 € 520.070 – saibro – 28S•16Q•16D                                        | Guillermo Durán Máximo González     | Marin Draganja Aisam-ul-Haq Qureshi      | 6–2, 3–6, [10–6] |
| 11 de abril | Monte-Carlo Rolex Masters Roquebrune-Cap-Martin, França ATP World Tour Masters 1000 € 4.094.505 – saibro – 56S•28Q•24D               | Rafael Nadal                        | Gaël Monfils                             | 7–5, 5–7, 6–0    |
| 11 de abril | Monte-Carlo Rolex Masters Roquebrune-Cap-Martin, França ATP World Tour Masters 1000 € 4.094.505 – saibro – 56S•28Q•24D               | Pierre-Hugues Herbert Nicolas Mahut | Jamie Murray Bruno Soares                | 4–6, 6–0, [10–6] |
| 18 de abril | Barcelona Open Banc Sabadell Barcelona, Espanha ATP World Tour 500 € 2.428.355 – saibro – 48S•24Q•16D•4QD                            | Rafael Nadal                        | Kei Nishikori                            | 6–4, 7–5         |
| 18 de abril | Barcelona Open Banc Sabadell Barcelona, Espanha ATP World Tour 500 € 2.428.355 – saibro – 48S•24Q•16D•4QD                            | Bob Bryan Mike Bryan                | Pablo Cuevas Marcel Granollers           | 7–5, 7–5         |
| 18 de abril | BRD Năstase Țiriac Trophy Bucareste, Romênia ATP World Tour 250 € 520.070 – saibro – 28S•16Q•16D                                     | Fernando Verdasco                   | Lucas Pouille                            | 6–3, 6–2         |
| 18 de abril | BRD Năstase Țiriac Trophy Bucareste, Romênia ATP World Tour 250 € 520.070 – saibro – 28S•16Q•16D                                     | Florin Mergea Horia Tecău           | Chris Guccione André Sá                  | 7–5, 6–4         |
| 25 de abril | Millennium Estoril Open Estoril, Portugal ATP World Tour 250 € 520.070 – saibro – 28S•16Q•16D                                        | Nicolás Almagro                     | Pablo Carreño Busta                      | 66–7, 7–65, 6–3  |
| 25 de abril | Millennium Estoril Open Estoril, Portugal ATP World Tour 250 € 520.070 – saibro – 28S•16Q•16D                                        | Eric Butorac · Scott Lipsky         | Łukasz Kubot Marcin Matkowski            | 6–3, 3–6, [10–8] |
| 25 de abril | TEB BNP Paribas Istanbul Open Istambul, Turquia ATP World Tour 250 € 483.080 – saibro – 28S•16Q•16D                                  | Diego Schwartzman                   | Grigor Dimitrov                          | 56–7, 7–64, 6–0  |
| 25 de abril | TEB BNP Paribas Istanbul Open Istambul, Turquia ATP World Tour 250 € 483.080 – saibro – 28S•16Q•16D                                  | Flavio Cipolla · Dudi Sela          | Andrés Molteni Diego Schwartzman         | 6–3, 5–7, [10–7] |
| 25 de abril | BMW Open Munique, Alemanha ATP World Tour 250 € 520.070 – saibro – 28S•16Q•16D                                                       | Philipp Kohlschreiber               | Dominic Thiem                            | 7–67, 76, 7–64   |
| 25 de abril | BMW Open Munique, Alemanha ATP World Tour 250 € 520.070 – saibro – 28S•16Q•16D                                                       | Henri Kontinen John Peers           | Juan Sebastián Cabal Robert Farah        | 6–3, 3–6, [10–7] |

#### Maio
| Semana de             | Torneio                                                                                                 | Campeã(s)(o/ões)                  | Vice-campeã(s)(o/ões)       | Resultado          |
| --------------------- | --- | --------------------------------- | --------------------------- | ------------------ |
| 2 de maio             | Mutua Madrid Open Madri, Espanha ATP World Tour Masters 1000 € 5.719.660 – saibro – 56S•28Q•24D         | Novak Djokovic                    | Andy Murray                 | 6–2, 3–6, 6–3      |
| 2 de maio             | Mutua Madrid Open Madri, Espanha ATP World Tour Masters 1000 € 5.719.660 – saibro – 56S•28Q•24D         | Jean-Julien Rojer Horia Tecău     | Rohan Bopanna Florin Mergea | 6–4, 7–65          |
| 9 de maio             | Internazionali BNL d'Italia Roma, Itália ATP World Tour Masters 1000 € 4.300.755 – saibro – 56S•28Q•24D | Andy Murray                       | Novak Djokovic              | 6–3, 6–3           |
| 9 de maio             | Internazionali BNL d'Italia Roma, Itália ATP World Tour Masters 1000 € 4.300.755 – saibro – 56S•28Q•24D | Bob Bryan Mike Bryan              | Vasek Pospisil Jack Sock    | 2–6, 6–3, [10–7]   |
| 16 de maio            | Banque Eric Sturdza Geneva Open Genebra, Suíça ATP World Tour 250 € 556.195 – saibro – 28S•16Q•16D      | Stan Wawrinka                     | Marin Čilić                 | 6–4, 7–611         |
| 16 de maio            | Banque Eric Sturdza Geneva Open Genebra, Suíça ATP World Tour 250 € 556.195 – saibro – 28S•16Q•16D      | Steve Johnson · Sam Querrey       | Raven Klaasen Rajeev Ram    | 6–4, 6–1           |
| 16 de maio            | Open de Nice Cote d'Azur Nice, França ATP World Tour 250 € 520.070 – saibro – 28S•16Q•16D               | Dominic Thiem                     | Alexander Zverev            | 6–4, 3–6, 6–0      |
| 16 de maio            | Open de Nice Cote d'Azur Nice, França ATP World Tour 250 € 520.070 – saibro – 28S•16Q•16D               | Juan Sebastián Cabal Robert Farah | Mate Pavić Michael Venus    | 4–6, 6–4, [10–8]   |
| 23 de maio 30 de maio | Torneio de Roland Garros Paris, França Grand Slam € – saibro – 128S•128Q•64D•32DM                       | Novak Djokovic                    | Andy Murray                 | 3–6, 6–1, 6–2, 6–4 |
| 23 de maio 30 de maio | Torneio de Roland Garros Paris, França Grand Slam € – saibro – 128S•128Q•64D•32DM                       | Feliciano López Marc López        | Bob Bryan Mike Bryan        | 6–4, 66–7, 6–3     |
| 23 de maio 30 de maio | Torneio de Roland Garros Paris, França Grand Slam € – saibro – 128S•128Q•64D•32DM                       | Martina Hingis Leander Paes       | Sania Mirza Ivan Dodig      | 4–6, 6–4, [10–8]   |

#### Junho
| Semana de              | Torneio                                                                                             | Campeã(s)(o/ões)                      | Vice-campeã(s)(o/ões)                   | Resultado         |
| ---------------------- | --------------------------------------------------------------------------------------------------- | ------------------------------------- | --------------------------------------- | ----------------- |
| 6 de junho             | Ricoh Open 's-Hertogenbosch, Países Baixos ATP World Tour 250 € 675.645 – grama – 28S•16Q•16D       | Nicolas Mahut                         | Gilles Müller                           | 6–4, 6–4          |
| 6 de junho             | Ricoh Open 's-Hertogenbosch, Países Baixos ATP World Tour 250 € 675.645 – grama – 28S•16Q•16D       | Mate Pavić Michael Venus              | Dominic Inglot Raven Klaasen            | 3–6, 3–3, [11–9]  |
| 6 de junho             | MercedesCup Stuttgart, Alemanha ATP World Tour 250 € 675.645 – grama – 28S•16Q•16D                  | Dominic Thiem                         | Philipp Kohlschreiber                   | 26–7, 6–4, 6–4    |
| 6 de junho             | MercedesCup Stuttgart, Alemanha ATP World Tour 250 € 675.645 – grama – 28S•16Q•16D                  | Marcus Daniell Artem Sitak            | Oliver Marach Fabrice Martin            | 46–7, 6–4, [10–8] |
| 13 de junho            | Gerry Weber Open Halle, Alemanha ATP World Tour 500 € 1.826.275 – grama – 32S•16Q•16D•4QD           | Florian Mayer                         | Alexander Zverev                        | 6–2, 5–7, 6–3     |
| 13 de junho            | Gerry Weber Open Halle, Alemanha ATP World Tour 500 € 1.826.275 – grama – 32S•16Q•16D•4QD           | Raven Klaasen Rajeev Ram              | Łukasz Kubot Alexander Peya             | 7–65, 6–2         |
| 13 de junho            | Aegon Championships Londres, Reino Unido ATP World Tour 500 € 1.928.610 – grama – 32S•16Q•16D•4QD   | Andy Murray                           | Milos Raonic                            | 56–7, 6–4, 6–3    |
| 13 de junho            | Aegon Championships Londres, Reino Unido ATP World Tour 500 € 1.928.610 – grama – 32S•16Q•16D•4QD   | Pierre-Hugues Herbert · Nicolas Mahut | Chris Guccione André Sá                 | 6–3, 7–65         |
| 20 de junho            | Aegon Open Nottingham Nottingham, Reino Unido ATP World Tour 250 € 704.805 – grama – 48S•16Q•16D    | Steve Johnson                         | Pablo Cuevas                            | 7–65, 7–5         |
| 20 de junho            | Aegon Open Nottingham Nottingham, Reino Unido ATP World Tour 250 € 704.805 – grama – 48S•16Q•16D    | Dominic Inglot Daniel Nestor          | Ivan Dodig Marcelo Melo                 | 7–5, 7–64         |
| 27 de junho 4 de julho | Torneio de Wimbledon Londres, Reino Unido Grand Slam £ 13.347.000 – grama – 128S•128Q•64D•16QD•48DM | Andy Murray                           | Milos Raonic                            | 6–4, 7–63, 7–62   |
| 27 de junho 4 de julho | Torneio de Wimbledon Londres, Reino Unido Grand Slam £ 13.347.000 – grama – 128S•128Q•64D•16QD•48DM | Pierre-Hugues Herbert Nicolas Mahut   | Julien Benneteau Édouard Roger-Vasselin | 6–4, 7–61, 6–3    |
| 27 de junho 4 de julho | Torneio de Wimbledon Londres, Reino Unido Grand Slam £ 13.347.000 – grama – 128S•128Q•64D•16QD•48DM | Heather Watson · Henri Kontinen       | Anna-Lena Grönefeld Robert Farah        | 7–65, 6–4         |

#### Julho
| Semana de   | Torneio | Campeão(s)                                    | Vice-campeão(s)                              | Resultado         |
| ----------- | --- | --------------------------------------------- | -------------------------------------------- | ----------------- |
| 11 de julho | German Open Hamburgo, Alemanha ATP World Tour 500 € 1.514.495 – saibro – 32S•16Q•16D•4QD | Martin Kližan                                 | Pablo Cuevas                                 | 6–1, 6–4          |
| 11 de julho | German Open Hamburgo, Alemanha ATP World Tour 500 € 1.514.495 – saibro – 32S•16Q•16D•4QD | Henri Kontinen · John Peers                   | Daniel Nestor Aisam-ul-Haq Qureshi           | 7–5, 6–3          |
| 11 de julho | Skistar Swedish Open Båstad, Suécia ATP World Tour 250 € 520.070 – saibro – 28S•16Q•16D | Albert Ramos-Viñolas                          | Fernando Verdasco                            | 6–3, 6–4          |
| 11 de julho | Skistar Swedish Open Båstad, Suécia ATP World Tour 250 € 520.070 – saibro – 28S•16Q•16D | Marcel Granollers David Marrero               | Marcus Daniell Marcelo Demoliner             | 6–2, 6–3          |
| 11 de julho | Hall of Fame Tennis Championships Newport, Estados Unidos ATP World Tour 250 US$ 577.860 – grama – 28S•16Q•16D                                                                                  | Ivo Karlović                                  | Gilles Müller                                | 26–7, 7–65, 7–612 |
| 11 de julho | Hall of Fame Tennis Championships Newport, Estados Unidos ATP World Tour 250 US$ 577.860 – grama – 28S•16Q•16D                                                                                  | Sam Groth Chris Guccione                      | Jonathan Marray Adil Shamasdin               | 6–4, 6–3          |
| 11 de julho | Copa Davis: quartas de final Belgrado, Sérvia – saibro Pésaro, Itália – saibro Třinec, Tchéquia – duro (coberto) Portland, Estados Unidos – duro Competição de longa duração entre países – 16E | · Grã-Bretanha · Argentina · França · Croácia | · Sérvia · Itália · Chéquia · Estados Unidos | 3–2 3–1 3–2       |
| 18 de julho | Citi Open Washington, Estados Unidos ATP World Tour 500 US$ 1.877.705 – duro – 48S•20Q•16D•4QD                                                                                                  | Gaël Monfils                                  | Ivo Karlović                                 | 5–7, 7–66, 6–4    |
| 18 de julho | Citi Open Washington, Estados Unidos ATP World Tour 500 US$ 1.877.705 – duro – 48S•20Q•16D•4QD                                                                                                  | Daniel Nestor Édouard Roger-Vasselin          | Łukasz Kubot Alexander Peya                  | 7–63, 7–64        |
| 18 de julho | J. Safra Sarasin Swiss Open Gstaad Gstaad, Suíça ATP World Tour 250 € 520.070 – saibro – 28S•16Q•16D                                                                                            | Feliciano López                               | Robin Haase                                  | 6–4, 7–5          |
| 18 de julho | J. Safra Sarasin Swiss Open Gstaad Gstaad, Suíça ATP World Tour 250 € 520.070 – saibro – 28S•16Q•16D                                                                                            | Julio Peralta Horacio Zeballos                | Mate Pavić Michael Venus                     | 7–62, 6–2         |
| 18 de julho | Generali Open Kitzbühel, Áustria ATP World Tour 250 € 520.070 – saibro – 28S•16Q•16D | Paolo Lorenzi                                 | Nikoloz Basilashvili                         | 6–3, 6–4          |
| 18 de julho | Generali Open Kitzbühel, Áustria ATP World Tour 250 € 520.070 – saibro – 28S•16Q•16D | Wesley Koolhof Matwé Middelkoop               | Dennis Novak Dominic Thiem                   | 2–6, 6–3, [11–9]  |
| 18 de julho | Konzum Croatia Open Umag Umago, Croácia ATP World Tour 250 € 520.070 – saibro – 28S•14Q•16D | Fabio Fognini                                 | Andrej Martin                                | 6–4, 6–1          |
| 18 de julho | Konzum Croatia Open Umag Umago, Croácia ATP World Tour 250 € 520.070 – saibro – 28S•14Q•16D | Martin Kližan David Marrero                   | Nikola Mektić Antonio Šančić                 | 6–4, 6–2          |
| 25 de julho | Rogers Cup Toronto, Canadá ATP World Tour Masters 1000 US$ 4.691.730 – duro – 56S•28Q•24D | Novak Djokovic                                | Kei Nishikori                                | 6–3, 7–5          |
| 25 de julho | Rogers Cup Toronto, Canadá ATP World Tour Masters 1000 US$ 4.691.730 – duro – 56S•28Q•24D | Ivan Dodig Marcelo Melo                       | Jamie Murray Bruno Soares                    | 6–4, 6–4          |

#### Agosto
| Semana de                  | Torneio | Campeã(s)(o/ões)                      | Vice-campeã(s)(o/ões)                      | Resultado           |
| -------------------------- | --- | ------------------------------------- | ------------------------------------------ | ------------------- |
| 1º de agosto               | BB&T Atlanta Open Atlanta, Estados Unidos ATP World Tour 250 US$ 693.425 – duro – 28S•16Q•16D                     | Nick Kyrgios                          | John Isner                                 | 7–63, 7–64          |
| 1º de agosto               | BB&T Atlanta Open Atlanta, Estados Unidos ATP World Tour 250 US$ 693.425 – duro – 28S•16Q•16D                     | Andrés Molteni · Horacio Zeballos     | Johan Brunström Andreas Siljeström         | 7–62, 6–4           |
| 8 de agosto                | Jogos Olímpicos Rio de Janeiro, Brasil Jogos Olímpicos de Verão duro – 64S•32D•16DM                               | Ouro                                  | Prata                                      |                     |
| 8 de agosto                | Jogos Olímpicos Rio de Janeiro, Brasil Jogos Olímpicos de Verão duro – 64S•32D•16DM                               | Andy Murray                           | Juan Martin del Potro                      | 7–6, 4–6, 6–2, 7–5  |
| 8 de agosto                | Jogos Olímpicos Rio de Janeiro, Brasil Jogos Olímpicos de Verão duro – 64S•32D•16DM                               | Feliciano López Rafael Nadal          | Florin Mergea Horia Tecău                  | 6–2, 3–6, 6–4       |
| 8 de agosto                | Jogos Olímpicos Rio de Janeiro, Brasil Jogos Olímpicos de Verão duro – 64S•32D•16DM                               | Bethanie Mattek-Sands Jack Sock       | Venus Williams Rajeev Ram                  | 36–7, 6–1, [10–7]   |
| 8 de agosto                | Jogos Olímpicos Rio de Janeiro, Brasil Jogos Olímpicos de Verão duro – 64S•32D•16DM                               | Bronze                                | Quarto lugar                               |                     |
| 8 de agosto                | Jogos Olímpicos Rio de Janeiro, Brasil Jogos Olímpicos de Verão duro – 64S•32D•16DM                               | Kei Nishikori                         | Rafael Nadal                               | 6–2, 16–7, 6–3      |
| 8 de agosto                | Jogos Olímpicos Rio de Janeiro, Brasil Jogos Olímpicos de Verão duro – 64S•32D•16DM                               | Daniel Nestor Vasek Pospisil          | Steve Johnson Jack Sock                    | 6–2, 6–4            |
| 8 de agosto                | Jogos Olímpicos Rio de Janeiro, Brasil Jogos Olímpicos de Verão duro – 64S•32D•16DM                               | Lucie Hradecká Radek Štěpánek         | Sania Mirza Rohan Bopanna                  | 6–1, 7–5            |
| 8 de agosto                | Abierto Mexicano de Tenis Mifel Cabo San Lucas, México ATP World Tour 250 US$ 808.995 – duro – 28S•16Q•16D        | Ivo Karlović                          | Feliciano López                            | 7–65, 6–2           |
| 8 de agosto                | Abierto Mexicano de Tenis Mifel Cabo San Lucas, México ATP World Tour 250 US$ 808.995 – duro – 28S•16Q•16D        | Purav Raja Divij Sharan               | Jonathan Erlich Ken Skupski                | 7–64, 7–63          |
| 15 de agosto               | Western & Southern Open Cincinnati, Estados Unidos ATP World Tour Masters 1000 US$ 5.004.505 – duro – 56S•28Q•24D | Marin Čilić                           | Andy Murray                                | 6–4, 7–5            |
| 15 de agosto               | Western & Southern Open Cincinnati, Estados Unidos ATP World Tour Masters 1000 US$ 5.004.505 – duro – 56S•28Q•24D | Ivan Dodig Marcelo Melo               | Jean-Julien Rojer Horia Tecău              | 7–65, 56–7, [10–6]  |
| 22 de agosto               | Winston-Salem Open Winston-Salem, Estados Unidos ATP World Tour 250 US$ 720.940 – duro – 48S•16Q•16D              | Pablo Carreño Busta                   | Roberto Bautista Agut                      | 66–7, 7–61, 6–4     |
| 22 de agosto               | Winston-Salem Open Winston-Salem, Estados Unidos ATP World Tour 250 US$ 720.940 – duro – 48S•16Q•16D              | Guillermo García-López Henri Kontinen | Andre Begemann Leander Paes                | 4–6, 7–66, [10–8]   |
| 29 de agosto 5 de setembro | US Open Nova York, Estados Unidos Grand Slam US$ – duro – 128S•128Q•64D•32DM                                      | Stan Wawrinka                         | Novak Djokovic                             | 16–7, 6–4, 7–5, 6–3 |
| 29 de agosto 5 de setembro | US Open Nova York, Estados Unidos Grand Slam US$ – duro – 128S•128Q•64D•32DM                                      | Jamie Murray Bruno Soares             | Pablo Carreño Busta Guillermo García-López | 6–2, 6–3            |
| 29 de agosto 5 de setembro | US Open Nova York, Estados Unidos Grand Slam US$ – duro – 128S•128Q•64D•32DM                                      | Laura Siegemund · Mate Pavić          | Coco Vandeweghe Rajeev Ram                 | 6–4, 6–4            |

#### Setembro
| Semana de      | Torneio | Campeão(s)                      | Vice-campeão(s)                         | Resultado         |
| -------------- | --- | ------------------------------- | --------------------------------------- | ----------------- |
| 12 de setembro | Copa Davis: semifinais Glasgow, Reino Unido – duro (coberto) Zadar, Croácia – duro (coberto) Competição de longa duração entre países – 16E | · Argentina · Croácia           | · Grã-Bretanha · Espanha                | 3–2 3–2           |
| 19 de setembro | Moselle Open Metz, França ATP World Tour 250 € 520.070 – duro (coberto) – 28S•16Q•16D                                                       | Lucas Pouille                   | Dominic Thiem                           | 7–65, 6–2         |
| 19 de setembro | Moselle Open Metz, França ATP World Tour 250 € 520.070 – duro (coberto) – 28S•16Q•16D                                                       | Julio Peralta Horacio Zeballos  | Mate Pavić Michael Venus                | 6–3, 7–64         |
| 19 de setembro | St. Petersburg Open São Petersburgo, Rússia ATP World Tour 250 US$ 985.380 – duro (coberto) – 28S•16Q•16D                                   | Alexander Zverev                | Stan Wawrinka                           | 6–2, 3–6, 7–5     |
| 19 de setembro | St. Petersburg Open São Petersburgo, Rússia ATP World Tour 250 US$ 985.380 – duro (coberto) – 28S•16Q•16D                                   | Dominic Inglot · Henri Kontinen | Andre Begemann Leander Paes             | 4–6, 6–3, [12–10] |
| 26 de setembro | Chengdu Open Chengdu, China ATP World Tour 250 US$ 947.735 – duro – 28S•16Q•16D                                                             | Karen Khachanov                 | Albert Ramos-Viñolas                    | 46–7, 7–63, 6–3   |
| 26 de setembro | Chengdu Open Chengdu, China ATP World Tour 250 US$ 947.735 – duro – 28S•16Q•16D                                                             | Raven Klaasen Rajeev Ram        | Pablo Carreño Busta Mariusz Fyrstenberg | 7–62, 7–5         |
| 26 de setembro | Shenzhen Open Shenzhen, China ATP World Tour 250 US$ 704.140 – duro – 28S•16Q•16D                                                           | Tomáš Berdych                   | Richard Gasquet                         | 7–65, 26–7, 6–3   |
| 26 de setembro | Shenzhen Open Shenzhen, China ATP World Tour 250 US$ 704.140 – duro – 28S•16Q•16D                                                           | Fabio Fognini Robert Lindstedt  | Oliver Marach Fabrice Martin            | 7–64, 6–3         |

#### Outubro
| Semana de     | Torneio | Campeão(s)                           | Vice-campeão(s)                     | Resultado         |
| ------------- | --- | ------------------------------------ | ----------------------------------- | ----------------- |
| 3 de outubro  | China Open Pequim, China ATP World Tour 500 US$ 4.164.780 – duro – 32S•16Q•16D•4QD                              | Andy Murray                          | Grigor Dimitrov                     | 6–4, 7–62         |
| 3 de outubro  | China Open Pequim, China ATP World Tour 500 US$ 4.164.780 – duro – 32S•16Q•16D•4QD                              | Pablo Carreño Busta Rafael Nadal     | Jack Sock Bernard Tomic             | 66–7, 6–2, [10–8] |
| 3 de outubro  | Rakuten Japan Open Tennis Championships Tóquio, Japão ATP World Tour 500 US$ 1.506.835 – duro – 32S•16Q•16D•4QD | Nick Kyrgios                         | David Goffin                        | 4–6, 6–3, 7–5     |
| 3 de outubro  | Rakuten Japan Open Tennis Championships Tóquio, Japão ATP World Tour 500 US$ 1.506.835 – duro – 32S•16Q•16D•4QD | Marcel Granollers Marcin Matkowski   | Raven Klaasen Rajeev Ram            | 6–2, 7–64         |
| 10 de outubro | Shanghai Rolex Masters Xangai, China ATP World Tour Masters 1000 US$ 7.655.640 – duro – 56S•28Q•24D             | Andy Murray                          | Roberto Bautista Agut               | 7–61, 6–1         |
| 10 de outubro | Shanghai Rolex Masters Xangai, China ATP World Tour Masters 1000 US$ 7.655.640 – duro – 56S•28Q•24D             | John Isner Jack Sock                 | Henri Kontinen John Peers           | 6–4, 6–4          |
| 17 de outubro | European Open Antuérpia, Bélgica ATP World Tour 250 € 635.645 – duro (coberto) – 28S•16Q•16D                    | Richard Gasquet                      | Diego Schwartzman                   | 7–64, 6–1         |
| 17 de outubro | European Open Antuérpia, Bélgica ATP World Tour 250 € 635.645 – duro (coberto) – 28S•16Q•16D                    | Daniel Nestor Édouard Roger-Vasselin | Pierre-Hugues Herbert Nicolas Mahut | 6–4, 6–4          |
| 17 de outubro | If Stockholm Open Estocolmo, Suécia ATP World Tour 250 € 635.645 – duro (coberto) – 28S•16Q•16D                 | Juan Martin del Potro                | Jack Sock                           | 7–5, 6–1          |
| 17 de outubro | If Stockholm Open Estocolmo, Suécia ATP World Tour 250 € 635.645 – duro (coberto) – 28S•16Q•16D                 | Elias Ymer · Mikael Ymer             | Mate Pavić Michael Venus            | 6–1, 6–1          |
| 17 de outubro | VTB Kremlin Cup Moscou, Rússia ATP World Tour 250 US$ 792.645 – duro (coberto) – 28S•16Q•16D                    | Pablo Carreño Busta                  | Fabio Fognini                       | 4–6, 6–3, 6–2     |
| 17 de outubro | VTB Kremlin Cup Moscou, Rússia ATP World Tour 250 US$ 792.645 – duro (coberto) – 28S•16Q•16D                    | Juan Sebastián Cabal Robert Farah    | Julian Knowle Jürgen Melzer         | 7–5, 4–6, [10–5]  |
| 24 de outubro | Swiss Indoors Basileia, Suíça ATP World Tour 500 € 2.151.985 – duro (coberto) – 32S•16Q•16D•4QD                 | Marin Čilić                          | Kei Nishikori                       | 6–1, 7–65         |
| 24 de outubro | Swiss Indoors Basileia, Suíça ATP World Tour 500 € 2.151.985 – duro (coberto) – 32S•16Q•16D•4QD                 | Marcel Granollers Jack Sock          | Robert Lindstedt Michael Venus      | 6–3, 6–4          |
| 24 de outubro | Erste Bank Open 500 Viena, Áustria ATP World Tour 500 € 2.467.310 – duro (coberto) – 32S•16Q•16D•4QD            | Andy Murray                          | Jo-Wilfried Tsonga                  | 6–3, 7–66         |
| 24 de outubro | Erste Bank Open 500 Viena, Áustria ATP World Tour 500 € 2.467.310 – duro (coberto) – 32S•16Q•16D•4QD            | Łukasz Kubot · Marcelo Melo          | Oliver Marach Fabrice Martin        | 4–6, 6–3, [13–11] |
| 31 de outubro | BNP Paribas Masters Paris, França ATP World Tour Masters 1000 € 4.300.755 – duro (coberto) – 48S•24Q•24D        | Andy Murray                          | John Isner                          | 6–3, 46–7, 6–4    |
| 31 de outubro | BNP Paribas Masters Paris, França ATP World Tour Masters 1000 € 4.300.755 – duro (coberto) – 48S•24Q•24D        | Henri Kontinen John Peers            | Pierre-Hugues Herbert Nicolas Mahut | 6–4, 3–6, [10–6]  |

#### Novembro
| Semana de      | Torneio | Campeão(s)                                                                           | Vice-campeão(s)                                                   | Resultado                |
| -------------- | --- | ------------------------------------------------------------------------------------ | ----------------------------------------------------------------- | ------------------------ |
| 7 de novembro  | sem torneios programados                                                                                               | sem torneios programados                                                             | sem torneios programados                                          | sem torneios programados |
| 14 de novembro | Barclays ATP World Tour Finals Londres, Reino Unido Torneio de fim de temporada US$ 7.500.000 – duro (coberto) – 8S•8D | Andy Murray                                                                          | Novak Djokovic                                                    | 6–3, 6–4                 |
| 14 de novembro | Barclays ATP World Tour Finals Londres, Reino Unido Torneio de fim de temporada US$ 7.500.000 – duro (coberto) – 8S•8D | Henri Kontinen John Peers                                                            | Raven Klaasen Rajeev Ram                                          | 2–6, 6–1, [10–8]         |
| 21 de novembro | Copa Davis: final Zagreb, Croácia – duro (coberto) Competição de longa duração entre países – 16E                      | Argentina · Juan Martin del Potro · Federico Delbonis · Leonardo Mayer · Guido Pella | Croácia · Marin Čilić · Ivan Dodig · Ivo Karlović · Franko Škugor | 3–2                      |